# Omer Khalifa

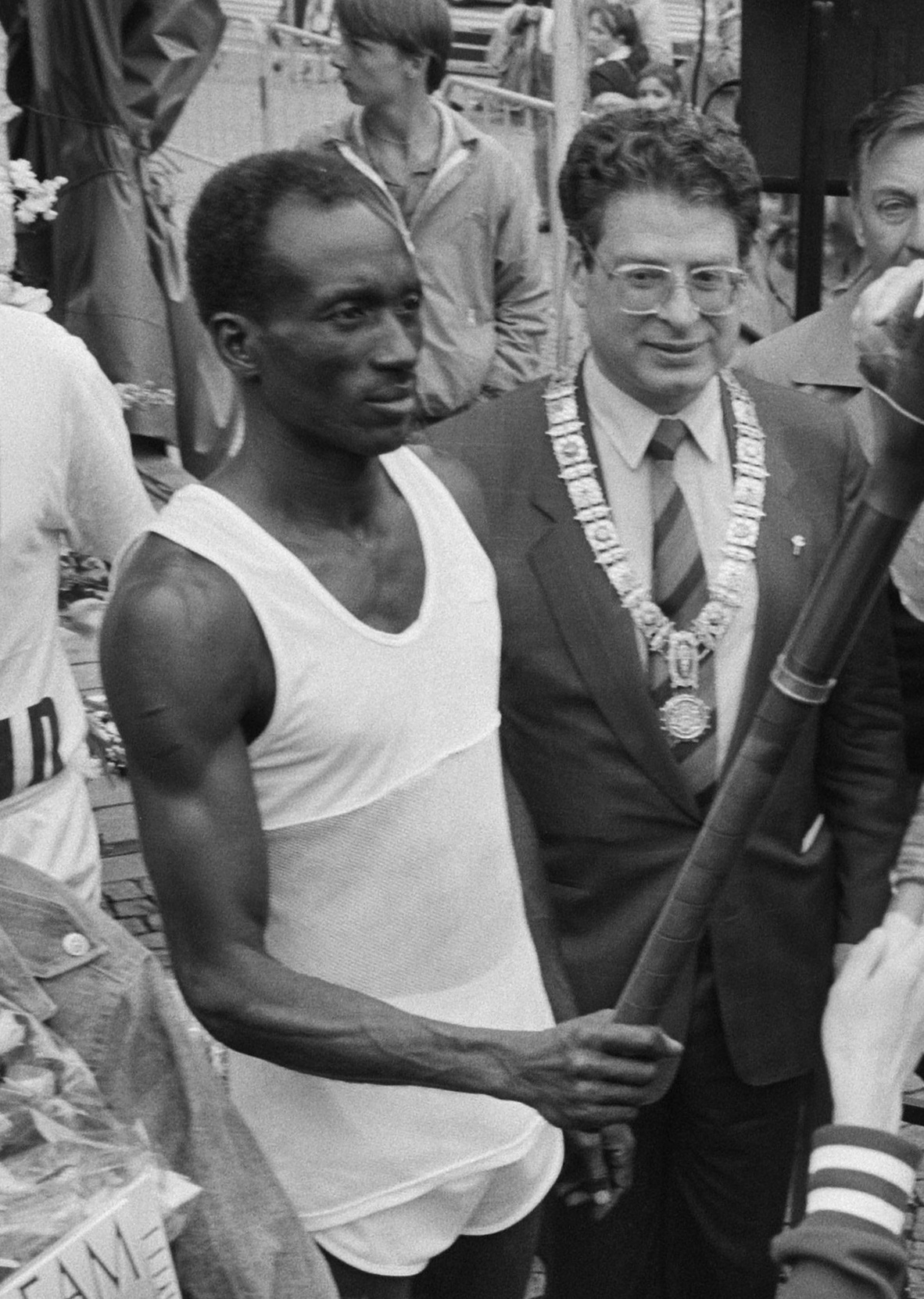
Omer Khalifa, 1986

Omer Khalifa (* 18. Dezember 1956) ist ein ehemaliger sudanesischer Leichtathlet, der in den 1980er Jahren im 1500-Meter-Lauf zur Weltklasse gehörte.
Khalifa lief bei den Weltmeisterschaften 1983 in Helsinki sowohl über 800 Meter als auch über 1500 Meter, schied aber jeweils im Vorlauf aus. 1984 erreichte er bei den Olympischen Spielen in Los Angeles den Endlauf über 1500 Meter und belegte in 3:37,11 Minuten den achten Platz, über 800 Meter verpasste er als Fünfter seines Halbfinales in 1:44,87 Minuten nur knapp den Finaleinzug. 1985 gewann Khalifa den 1500-Meter-Lauf beim Weltcup in Canberra.
Seine beste Platzierung bei einer weltweiten Meisterschaft gelang Khalifa bei den Weltmeisterschaften 1987 in Rom, als er in einem Spurtrennen Fünfter über 1500 Meter wurde. Bei den Olympischen Spielen 1988 in Seoul erreichte Khalifa über 1500 Meter erneut das Finale, lief dort lange in der Spitze, fiel aber im Schlussspurt auf den zwölften und letzten Platz zurück.
Omer Khalifa studierte an der Loughborough University, an der in jenen Jahren auch Sebastian Coe und David Moorcroft studierten. Er ist 1,77 Meter groß, sein Wettkampfgewicht betrug 64 Kilogramm.

## Persönliche Bestzeiten
- 800 Meter: 1:44,75 Minuten, 13. September 1986, Catania
- 1500 Meter: 3:33,28 Minuten, 10. August 1986, Grosseto
- 3000 Meter: 7:48,03 Minuten, 11. Juli 1987, Formia

Die Zeiten über 1500 und 3000 Meter hatten als Landesrekord am 31. Dezember 2007 Bestand. Die 800-Meter-Zeit war sudanesischer Landesrekord, bis sie 2006 von Ismail Ahmed Ismail unterboten wurde.